# Hagiga
Ḥagiga (hebrejsko חגיגה, slovensko Praznovanje) je razprava v drugem delu Mišne in Talmuda, ki obravnava predvsem tri romanja v Jeruzalem (na Pasover, Šavuot in Sukot) in darovih, ki jih morajo romarji prinesti. Talmud sredi drugega poglavja razpravlja tudi o obredni čistosti.
Razprava ima tri poglavja. V vilnski izdaji Talmuda ima 27 strani, se pravi da je relativno kratka. Vsebina je, razen tretjega poglavja, relativno lahka.

## Vsebina
1. הַכֹּל חַיָּבִין (Vse je v redu, osem mišen).  Prvo poglavje omenja dve glavni dolžnosti vernikov v zvezi s praznovanji: kdo je dolžan priti, kdo je oproščen in na kakšen način naj se pojavi. Konec poglavja se ukvarja s pravnimi predpisi in z odnosom med pisno in ustno Toro v različnih zakonih.
2. אֵין דּוֹרְשִׁין (Ni…, sedem mišen). Drugo poglavje govori o nedopustnosti oziroma nespodobnosti javne razprave o nekaterih poglavjih iz Biblije, ki pomeni  kaznivo dejanjo zoper moralo. Razčlenjevanje teh poglavij je dovoljeno v prisotnosti največ dveh udeležencev. Poglavje govori tudi o stvarjenju sveta in tem, da lahko učitelj o skrivnostih Biblije poučuje samo enega učenca in ne dveh učencev naenkrat. Razpravlja tudi o usklajevanju praznikov, umivanju rok, čistoči obrednih oblačil in čistosti različnih kategorij vernikov.
3. חֹמֶר בַּקֹדֶשׁ (Sveto mesto, osem mišen). Tretje poglavje govori o razlikah med svetim in darovanjem in stopnji zaupanja, ki jo uživa amharec (preprost človek) v skladu s pravili obredne čistosti.

Razprava vsebuje 23 mišen.

## Vir
- Eugen Weber: Talmud, Otokar Keršovani-Rijeka, Reka 1982, str. 55.